# Dressé pour vivre
Pour plus de détails, voir Fiche technique et Distribution.
Dressé pour vivre (The Hawk Is Dying) est un film américain, sorti en 2006.

## Fiche technique
- Titre original : The Hawk Is Dying
- Titre français : Dressé pour vivre
- Réalisation : Julian Goldberger (en)
- Scénario : Julian Goldberger (en) d'après le roman Le Faucon va mourir de Harry Crews
- Photographie : Bobby Bukowski
- Pays d'origine : États-Unis
- Genre : drame
- Date de sortie : 2006

## Distribution
- Paul Giamatti : George Gattling
- Michelle Williams : Betty
- Michael Pitt : Fred
- Rusty Schwimmer : Precious
- Robert Wisdom : Billy Bob
- John Hostetter : Professeur Nebbish